# 石井紘人
石井 紘人（いしい はやと、 1982年 - ）は、日本のライター。主にサッカーを取材し、特に審判批評を専門とする。テレビやラジオにもコメント出演する。

## 人物
専門学校を卒業後、大手ホテルでサラリーマン生活をスタートさせ、その後、出版社に転職。2010年からサッカーライターの活動を本格的に開始し、2010 FIFAワールドカップを現地取材。2011年よりDVDのプロデュース、2014年より書籍の出版を行っている。

## 著作
- 『足指をまげるだけで腰痛は治る!』ぴあ、2014年（夏嶋隆との共著）
- 『ロダンのポーズで首と肩の痛みが治る!』ぴあ、2015年（夏嶋隆との共著）

## プロデュースDVD
- 『レフェリング　-Laws of the game- 』JVD、2011年[要出典]
- 『審判～ピッチ上の、もうひとつのチーム』2020年　 ヨコハマ・フットボール映画祭2020　観客賞受賞